# Shimosaka Koki
Koki Shimosaka (下坂 晃城 Shimosaka Kōki, sinh ngày 25 tháng 9 năm 1993) là một cầu thủ bóng đá người Nhật Bản. Anh thi đấu cho FC Machida Zelvia.

## Sự nghiệp
Koki Shimosaka gia nhập câu lạc bộ tại J1 League Avispa Fukuoka năm 2016. Anh có màn ra mắt ở J.League Cup (v Kawasaki Frontale).

## Thống kê câu lạc bộ
Cập nhật đến ngày 20 tháng 2 năm 2017.
| Thành tích câu lạc bộ | Thành tích câu lạc bộ | Thành tích câu lạc bộ | Giải vô địch | Giải vô địch | Cúp                   | Cúp                   | Cúp Liên đoàn         | Cúp Liên đoàn         | Tổng cộng | Tổng cộng |
| Mùa giải              | Câu lạc bộ            | Giải vô địch          | Số trận      | Bàn thắng    | Số trận               | Bàn thắng             | Số trận               | Bàn thắng             | Số trận   | Bàn thắng |
| Nhật Bản              | Nhật Bản              | Nhật Bản              | Giải vô địch | Giải vô địch | Cúp Hoàng đế Nhật Bản | Cúp Hoàng đế Nhật Bản | Cúp Hoàng đế Nhật Bản | Cúp Hoàng đế Nhật Bản | Tổng cộng | Tổng cộng |
| --------------------- | --------------------- | --------------------- | ------------ | ------------ | --------------------- | --------------------- | --------------------- | --------------------- | --------- | --------- |
| 2016                  | Avispa Fukuoka        | J1 League             | 0            | 0            | 2                     | 0                     | 4                     | 0                     | 6         | 0         |
| Tổng                  | Tổng                  | Tổng                  | 0            | 0            | 2                     | 0                     | 4                     | 0                     | 6         | 0         |